# Mauracher (Band)
Mauracher ist eine österreichische Alternative-Rock-Band rund um Songwriter Hubert Mauracher.

## Geschichte
Statt im elterlichen Hotelgasthof im Tiroler Zillertal als Chefkoch zu arbeiten, startete Hubert Mauracher seine musikalische Laufbahn als Schlagzeuger in einer Rockband und widmete sich – beeinflusst von internationalen Downtempo-Größen – der Produktion elektronischer Musik. Seine musikalische Entwicklung führte ihn nach Wien, überzeugte 2001 die beiden Betreiber des Elektroniklabels Fabrique Records und hatte gleich mit der ersten Veröffentlichung Meilenstein einen der meistgespielten Airplayhits auf Österreichs Alternative-Radiostation FM4 im Jahr 2002. Nach mehreren elektronischen Releases und Radioerfolgen in ganz Europa entschloss sich Hubert Mauracher im Sommer 2004, zu seinen musikalischen Wurzeln zurückzukehren. Mit neuer Band rund um Frenk Lebel, den ehemaligen Frontmann der Formation Play The Tracks Of, und der Sängerin Maja Racki veröffentlichte er 2005 sein zweites Album, für das Fabrique Records eine längerfristige Kooperation mit Universal Music und Klein Records einging. Mauracher tourte nach dem Release gemeinsam mit den Sofa Surfers durch Europa.
Im Herbst 2006 begann die Vorproduktion zum dritten Album. Außerdem gingen Frenk Lebel und Hubert Mauracher wieder getrennte Wege, zumindest was die Band Mauracher anbelangt. Als Nachfolger an der Gitarre kam Daniel Grailach, der unter anderem in der Band A Life, A Song, A Cigarette als Schlagzeuger tätig ist. Das Album wurde in Weilheim von Mario Thaler im Uphon Studio neu aufgenommen und gemischt und erschien im Jänner 2008 unter dem Titel Loving Custodians. Ab 2011 arbeitete Mauracher an seinem vierten und wieder verstärkt elektronisch produziertem Album, formte seine Band neu und holte die Vokalistin Sonia Sawoff (von der Band Sawoff Shotgun) dazu. Super Seven erschien im Oktober 2012 wieder auf Maurachers Stammlabel Fabrique Records, begleitet von einer Tour durch Österreich und Deutschland.
Im November 2013 veröffentlichten Mauracher die erste Single Mind-Boggling des im März 2014 auf ihrem Eigenlabel Hooray!! Music veröffentlichten Synthie-Pop-Album Let’s Communicate, das zur Gänze zusammen mit Sonia Sawoff komponiert und produziert wurde.

## Diskografie

### Alben
- 2003: 29 Degrees (Fabrique Records)
- 2005: Kissing My Grandma (Fabrique Records u. a.)
- 2008: Loving Custodians (Fabrique Records)
- 2012: Super Seven (Fabrique Records)
- 2014: Let’s Communicate (Hooray!! Music)

### 12"s
- 2002: Meilenstein (Fabrique Records)
- 2003: Zombielove (Fabrique Records)
- 2004: Waiting (Fabrique Records)